# Sau ánh hào quang
Sau ánh hào quang là một bộ phim điện ảnh Trung Quốc do Tập đoàn giải trí Anh Hoàng sản xuất năm 2011 và sẽ công chiếu vào đầu năm 2012.

## Bảng phân vai
- Hồ Ca vai Hồ Minh
- Dung Tổ Nhi vai Joey
- Đỗ Vấn Trạch vai Người quản lý
- Lâm Hân Đồng vai Ngôi sao mới R